# أنطون التكريتي
أنطون التكريتي والمعروف أيضا باسم أنطون البليغ (بالسريانية: ܐܢܛܘܢܝܘܣ ܕܬܓܪܝܬ)‏ كان بليغ ولاهوتي سرياني غربي ازدهر بالقرن التاسع الميلادي بمدينة تكريت وتوفي سنة 840.
فقدت معظم كتبه ولم يحفظ سوى كتابه في علم البلاغة (بالسريانية: ܥܠ ܝܕܥܬܐ ܕܪܗܝܛܪܘܬܐ)‏ الذي ترجم لاحقا لعدة لغات. يقارن دور أنطون بالسريانية بالفراهيدي بالعربية بسبب قيامه بتقنين أوزان الشعر السرياني.